# Bile (Novi Vinodolski)
Pour les articles homonymes, voir Bile (homonymie).
Bile est une localité de Croatie située dans la municipalité de Novi Vinodolski et dans le comitat de Primorje-Gorski Kotar. En 2001, la localité compte 8 habitants.

## Démographie
| 1948 | 1953 | 1961 | 1971 | 1981 | 1991 | 2001 |
| ---- | ---- | ---- | ---- | ---- | ---- | ---- |
| 131  | 138  | 81   | 52   | 18   | 13   | 8    |